# William R. Manson
William R. Manson (14 de noviembre de 1906-17 de abril de 1984) fue un hispanista estadounidense.

## Biografía
Se doctoró en la Universidad de North Carolina en Chapel Hill. Durante la II Guerra Mundial formó parte de la armada. Enseñó en universidades estadounidenses e hizo numerosas ediciones críticas de piezas teatrales de Luis Vélez de Guevara junto con su amigo el también hispanista C. George Peale.

## Obras

### Ediciones de Luis Vélez de Guevara junto con C. George Peale
- Los tres portentos de Dios, Newark: Juan de la Cuesta, 2011
- El príncipe viñador, Newark: Juan de la Cuesta, 2008
- Don Pedro Miago Newark: Juan de la Cuesta, 2005
- El niño diablo Newark: Juan de la Cuesta, 2011
- La Niña de Gómez Arias Newark: Juan de la Cuesta, 2015
- Las palabras a los reyes y gloria de los Pizarros Newark: Juan de la Cuesta, 2004
- La mayor desgracia de Carlos Quinto, Newark: Juan de la Cuesta, 2002
- El primer conde de Orgaz y servicio bien pagado Newark: Juan de la Cuesta, 2002
- La Jornada del rey Don Sebastián en África Newark: Juan de la Cuesta, 2014
- El Lucero de Castilla y Luna de Aragoń: con partitura de Antonio Guerrero (1752) Newark: Juan de la Cuesta, 2013
- La Serrana de la Vera Newark: Juan de la Cuesta, 2002
- El cerco del peñón de Vélez Newark: Juan de la Cuesta, 2003
- El águila del agua, representación española Newark: Juan de la Cuesta, 2003
- El diablo está en Cantillana Newark: Juan de la Cuesta, 2015
- El conde don Pero Vélez y don Sancho el Deseado Fullerton: Cal state Fullerton press, 1997
- La montañesa de Asturias Newark: Juan de la Cuesta, 2010
- El caballero del sol Newark: Juan de la Cuesta, 2011
- El alba y el sol; con partituras de Antonio Guerrero (1761) y Enrique Moreno (1827) Newark: Juan de la Cuesta, 2010
- Virtudes vencen señales Newark: Juan de la Cuesta, 2010
- Juliano Apóstata Newark: Juan de la Cuesta, 2016
- El espejo del mundo, 2.a ed. corregida Newark: Juan de la Cuesta, 2002
- El rey en su imaginación Newark: Juan de la Cuesta, 2002
- El Hércules de Ocaña Newark: Juan de la Cuesta, 2008
- El amor en vizcaíno, los celos en francés y torneos de Navarra Newark : Juan de la Cuesta, 2002
- A lo que obliga el ser rey Newark : Juan de la Cuesta, 2006
- El Rey naciendo mujer Newark : Juan de la Cuesta, 2006
- La corte del demonio Newark: Juan de la Cuesta, 2006
- El lego de Alcalá Newark: Juan de la Cuesta, [2015]
- Atila, azote de Dios Newark: Juan de la Cuesta, 2009
- Si el caballo vos han muerto, y blasón de los Mendozas Newark: Juan de la Cuesta, 2007
- El hijo del águila Newark: Juan de la Cuesta , 2003
- Reinar después de morir, Newark: Juan de la Cuesta , 2008
- El conde don Pero Vélez y don Sancho el Deseado Newark: Juan de la Cuesta, 2002
- Los celos hasta los cielos y desdichada Estefanía Newark: Juan de la Cuesta, 2007
- Los sucesos en Orán por el marqués de Ardales, Newark: Juan de la Cuesta, 2007
- Más pesa el rey que la sangre, y blasón de los Guzmanes Newark: Juan de la Cuesta, 2011
- La luna de la sierra Newark: Juan de la Cuesta, 2006
- El marqués del Vasto Newark: Juan de la Cuesta, 2008
- El asombro de Turquía y valiente toledano Newark: Juan de la Cuesta, 2010